# Shirakiacris
Shirakiacris är ett släkte av insekter. Shirakiacris ingår i familjen gräshoppor.
Kladogram enligt Catalogue of Life:
| Shirakiacris | \| \| Shirakiacris brachyptera \| \| \| \| \| \| Shirakiacris shirakii \| \| \| \| \| \| Shirakiacris tenuistris \| \| \| \| |
|              | \| \| Shirakiacris brachyptera \| \| \| \| \| \| Shirakiacris shirakii \| \| \| \| \| \| Shirakiacris tenuistris \| \| \| \| |
|              | Shirakiacris brachyptera |
|              | |
|              | Shirakiacris shirakii |
|              | |
|              | Shirakiacris tenuistris |
|              | |